# مانموهان سینگ
مانموهان سینگ (به هندی: मनमोहन सिंह) (پنجابی: ਮਨਮੋਹਨ ਸਿੰਘ) (زاده ۲۶ سپتامبر ۱۹۳۲ – درگذشته ۲۶ دسامبر ۲۰۲۴) ۱۳مین نخست‌وزیر هند بود.
او در ۲۲ مه ۲۰۰۴، به عنوان نخستین نخست‌وزیر سیک هند انتخاب شد؛ و تا تاریخ ۲۱ مه ۲۰۱۴ این سمت را بر عهده داشت.
مانموهان سینگ در ۲۶ دسامبر ۲۰۲۴، در سن ۹۲ سالگی درگذشت. دولت هند هفت روز عزای عمومی در سراسر این کشور در پی درگذشت «مانموهان سینگ» اعلام کرد.

## زندگی
- تولد ۲۶ سپتامبر ۱۹۳۲ در غرب پنجاب دارای همسر و سه دختر
- لیسانس از دانشگاه پنجاب- کارشناسی ارشد از کمبریج دکترا از آکسفورد
- ۱۹۵۷–۷۶ استاد دانشگاه‌های پنجاب، دهلی نو، جواهر لعل نهرو
- ۱۹۷۲–۷۶ مشاور در وزارت اقتصاد
- ۱۹۷۶–۸۰ رئیس بانک مرکزی
- ۱۹۷۶–۸۰ معاون وزیر اقتصاد
- ۱۹۸۰–۸۲ عضو کمیسیون برنامه دولت
- ۱۹۸۲–۸۵ نماینده هند در صندوق بین‌المللی پول
- ۱۹۸۵–۸۷ قایم مقام کمیسیون برنامه دولت
- ۱۹۸۷–۹۰ رییس کمیسیون جنوب در ژنو
- ۱۹۹۰–۹۱ مشاور اقتصادی نخست‌وزیر
- ۱۹۹۱–۹۲ رئیس کمیسیون مدارک دانشگاه‌های هند
- ۱۹۹۱–۹۶ وزیر اقتصاد
- ۱۹۹۶–۹۷ رئیس کمیته بازرگانی پارلمان
- ۱۹۹۸–۲۰۰۴ رهبر حزب مخالف در مجلس اعلای هند و عضو کمیته دارایی
- ۲۰۰۰–۰۴ عضو کمیسیون اجرایی گروه پارلمانی هند
- ۲۰۰۴–۱۴ نخست‌وزیر هند در دولت ائتلافی یوپی

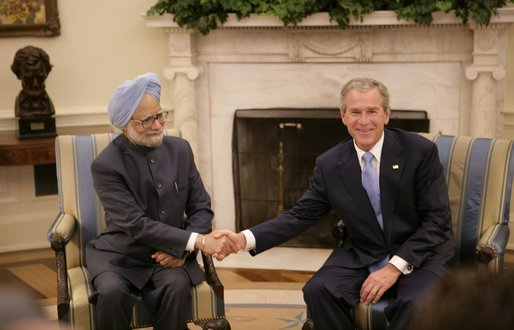
مانموهان سینگ و جرج بوش

## سفرها و دیدارها
- سفرهای مانموهان سینگ:[۶]

1. دیدار از مکزیکو برای شرکت در اجلاس گروه بیست و سفر به برزیل برای کنفرانس سازمان ملل برای توسعه ۱۶–۲۳ ژوئن ۲۰۱۲
2. دیدار از میانمار، ۲۷–۲۹ می ۲۰۱۲
3. سفر به کره جنوبی کنفرانس امنیت اتمی، ۲۳–۲۷ مارس ۲۰۱۲
4. مسکو برای شرکت در اجلاس سران دو کشور دسامبر ۱۵–۱۷ ۲۰۱۲
5. سفر به بالی اندونزی اجلاس هند و آسیان و ایس ،۱۷–۲۰ نوامبر ۲۰۱۱ PM's visit to Bali for the India-ASEAN and EAS Summits and to Singapore
6. بنگلادش، ۶–۷ سپتامبر
7. مالدیو، ۹–۱۲ نوامبر ۲۰۱۱
8. اجلاسگروه بیست در کن، ۲–۵ نوامبر ۲۰۱۱ PM's visit to Cannes for G-20 Summit
9. آفریقای جنوبی، ۱۷–۲۰ اکتبر ۲۰۱۱
10. نیویورک – مجمع عمومی سازمان ملل متحد سازمان ملل، سپتامبر ۲۱–۲۷ – ۲۰۱۱
11. تانزانیا - اتیوپی، ۲۳–۲۸ می ۲۰۱۱
12. افغانستان، ۱۲–۱۳ می ۲۰۱۱
13. قزاقستان – چین، ۱۲–۱۶ آوریل
14. بلژیک و آلمان، ۹–۱۲ دسامبر ۲۰۱۱

## جستارهای وابسته

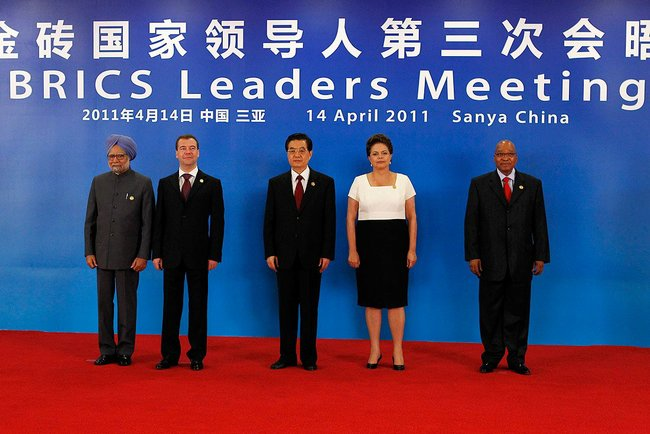
Prime Minister دمیتری مدودف، هو جینتائو، دیلما روسف و جاکوب زوما at the 3rd 2011 بریکس Summit در سانیا، چین.